# Barbara Armbrust
Barbara Armbrust   (Saint Catharines, 13 d'agost de 1963) és una ex-remadora canadenca que va competir durant la dècada de 1980.
El 1984 va prendre part en els Jocs Olímpics de Los Angeles, on guanyà la medalla de plata en la competició del quatre amb timoner del programa de rem. Formà equip amb Marilyn Brain, Angela Schneider, Lesley Thompson i Jane Tregunno. En el seu palmarès també destaca una medalla de bronze al Campionat del món de rem.